# Quốc lộ 9C
Quốc lộ 9C là một tuyến quốc lộ nằm trong địa phận tỉnh Quảng Bình nối giữa xã Cam Thủy với xã Lâm Thủy thuộc huyện Lệ Thủy.
Quốc lộ 9C có chiều dài toàn tuyến của Quốc lộ 9C là 41,64 km. Tuyến đường này ban đầu là Đường tỉnh 565, sau đó đã được nâng cấp lên thành Quốc lộ 9C như hiện nay theo Bộ Giao thông Vận tải. Đây là tuyến đường Đông - Tây có vai trò quan trọng của tỉnh Quảng Bình. Ngoài ra, tuyến Quốc lộ 9C còn giao cắt với các tuyến Quốc lộ khác của Việt Nam. Điểm đầu của Quốc lộ 9C giao cắt với Quốc lộ 1 thuộc địa bàn xã Cam Thủy, huyện Lệ Thủy; điểm cuối của tuyến giao cắt với Đường Hồ Chí Minh nhánh Tây thuộc địa phận xã Lâm Thủy, huyện Lệ Thủy.
Tuyến Quốc lộ 9C đi qua địa bàn các xã/phường/thị trấn sau:
- Xã Cam Thủy, Lệ Thủy (điểm đầu)
- Xã Liên Thủy, Lệ Thủy
- Thị trấn Kiến Giang, Lệ Thủy
- Xã Xuân Thủy, Lệ Thủy
- Xã Mai Thủy, Lệ Thủy
- Xã Phú Thủy, Lệ Thủy
- Xã Kim Thủy, Lệ Thủy
- Xã Lâm Thủy, Lệ Thủy (điểm cuối)

## Sạt lở núi
Vào sáng sớm ngày 8 tháng 9 năm 2021, tuyến Quốc lộ 9C đã bị chia cắt vì Sạt lở núi. Theo Chủ tịch UBND xã Kim Thủy, huyện Lệ Thủy, vụ sạt lở này diễn ra từ đêm ngày 7 tháng 9 đến sáng sớm ngày 8 tháng 9 đã khiến cho khoảng 50 m của đoạn Quốc lộ ở Km thứ 33 đã bị vùi lấp bởi đất đá khiến cho các phương tiện không thể đi qua đây.